# Trazendo a Arca
Trazendo a Arca (Llevando el Arca) es un grupo de música cristiana y rock en el Brasil. Ha grabado más de trece álbumes y vendido casi seis millones de copias en el país. 

## Biografía
El grupo se formó en 2002 en la Iglesia Ministério Apascentar en Nova Iguaçu, Río de Janeiro, Brasil.

## Premios
Ganó varios premios entre 2005 y 2011.

## Discografía
- 2003: Toque no Altar
- 2003: Restituição
- 2005: Deus de Promessas
- 2006: Olha pra Mim
- 2007: Marca da Promessa
- 2008: Ao Vivo no Maracanãzinho - Volume 1
- 2008: Ao Vivo no Maracanãzinho - Volume 2
- 2009: Pra Tocar no Manto
- 2009: Salmos e Cânticos Espirituais
- 2010: Entre a Fé e a Razão
- 2011: Live in Orlando
- 2012: Trazendo a Arca Deluxe Collection
- 2012: Na Casa dos Profetas
- 2014: Trazendo a Arca Español